# Aesculus flava
Espèce
Classification APG III (2009)
Le Pavier jaune ou Marronnier à fleurs jaunes (Aesculus flava) est un arbre de la famille des Hippocastanaceae, ou des Sapindaceae selon la classification phylogénétique. Il est originaire de l'est des États-Unis, cultivé comme arbre d'ornement.

## Description
C'est un arbre à feuilles caduques, de taille moyenne pouvant atteindre 20 à 35 mètres de haut. L'écorce est gris-rose, avec de grandes zones lisses couvertes de lenticelles. Les bourgeons sont lisses et résineux.
Les feuilles sont opposées, composées-palmées, comptant cinq (rarement trois ou sept) folioles de 10 à 25 cm de long, de forme elliptique acuminée, aux bords finement dentés. Les feuilles d'un vert brillant virent à l'automne au rouge orangé brillant.
Les fleurs sont groupées en panicules  de 10 à 15 cm de long et fleurissent au printemps. Elles sont jaunes ou jaune-vert, parfois roses, avec une corolle tubulaire de 2,3 cm de long. Les étamines sont plus courtes que les pétales.
Le fruit est une capsule lisse, inerme, arrondie ou oblongue, de 5 à 7 cm de diamètre, contenant 1 à 3 graines brunes de 2,5 à 3,5 cm de diamètre, avec une cicatrice basale blanchâtre.

## Distribution
Le pavier jaune est une espèce originaire de l'Est des États-Unis, depuis la Pennsylvanie et l'Illinois jusqu'à l'Alabama et la Géorgie.

## Utilisation
Le pavier jaune est un arbre très décoratif, cultivé comme arbre d'ornement dans les parcs et les grands jardins. On le greffe souvent sur Aesculus hippocastaneum. Il est peu répandu en Europe.

## Formes botaniques
Il existe deux formes botaniques ayant un intérêt ornemental :
- Aesculus flava f. vestita dont les jeunes branches et les jeunes feuilles sont plus duveteuses que l'espèce type ;
- Aesculus flava f. virginica dont les fleurs vont du rose rougeâtre au blanc crème.

## Synonyme
- Aesculus octandra Marshall